# Nicolas Luillier
Nicolas Luillier, est Prévôt des marchands de Paris de 1576 à 1578. 
Il est le parents des prévôts Eustache Luillier, Jean Luillier (-1588) et Jean Luillier. Ils donnèrent leur nom à la rue Lhuillier à Paris.

## Source
- Encyclopédie Méthodique. Histoire, volume 3, 1788